# Скофера (Ђенова)
Скофера је насеље у Италији у округу Ђенова, региону Лигурија.
Према процени из 2011. у насељу је живело 140 становника. Насеље се налази на надморској висини од 671 м.